# Со (зачин)
Со је минерал састављен првенствено од натријум хлорида (NaCl), хемијског једињења које припада већој класи соли; со у свом природном облику, као кристални минерал, познат је као камена со или халит. Со је присутна у огромним количинама у морској води, где је главна минерална компонента. Отворени океан има око 35 g (1,2 oz) соли по литру воде, салинитет од 3,5‰.
Уопштено, со је од суштинског значаја за живот, а сланост је један од основних људских укуса. Со је један од најстаријих и најзаступљенијих зачина хране, а сољење је важан начин конзервисања.
Неки од најстаријих доказа о преради соли датирају из периода пре око 8.000 година, када су људи који су живели на подручју данашње Румуније кључали изворску воду ради екстракције соли; соли у Кини датирају приближно у истом периоду. Со су такође ценили и стари Јевреји, Грци, Римљани, Византијци, Хетити, Египћани и Индијанци. Со је постала важан предмет трговине и била је преношена бродом преко Средоземног мора, дуж посебно изграђених путева соли, а преко Сахаре на камилама каравана. Недостатак и глобална потреба за соли довели су народе да иду у рат због ње и искористе је како би повећали пореске приходе. Со се користи у верским церемонијама, а има и друге културне и традиционалне значаје.
Со се обрађује из рудника соли и испаравањем морске воде (морска со) или изворске воде богате минералима у плитким базенима. Њени главни индустријски производи су каустична сода и хлор; со се користи у многим индустријским процесима, као што је производња поливинил хлорида, пластике, дрвењаче и многих других производа. Од светске годишње производње, око две стотине милиона тона соли, само око 6% се користи за људску потрошњу. Друге употребе обухватају процесе условљавања воде, одлеђивање ауто-путева и пољопривредну употребу. Јестива со се продаје у видовима морске и кухињске соли која обично садржи средство против згрудњавања, а може се и јодити како би се спречио недостатак јода. Поред тога што се користи у кувању и за столом, со је присутна у многим прерађеним намирницама.
Натријум је суштински нутријент за људско здравље путем своје улоге електролита и осмотског раствора. Прекомерна употреба соли може повећати ризик од кардиоваскуларних болести, као што је хипертензија код деце и одраслих. Таква здравствена дејства соли дуго су проучавана. Према томе, бројна светска здравствена удружења и стручњаци у развијеним земљама препоручују смањење потрошње популарних сланих намирница. Светска здравствена организација препоручује да одрасли конзумирају мање од 2.000 mg натријума, што је једнако са 5 грама соли дневно.

## Историја
Током историје, доступност соли била је кључна за цивилизацију. За сада се сматра да је први град у Европи био Солницата, у Бугарској, који је био рудник соли, обезбеђујући подручје данас познато као Балкан са солом 5400. године п. н. е. Чак и име Солницата значи „солана”.
Док су људи користили конзервисање и вештачко хлађење да би сачували храну последњих сто година, со је била најпознатији конзерванс за храну, посебно за месо, већ хиљадама година. Врло стара операција солане откривена је на археолошкој локацији Полана Слатинеј поред извора соли у Лунки, у округу Њамц, Румунија. Докази указују на то да су неолитски људи из Претрипољске културе кључали изворску воду која је обиловала солом кроз процес брикетирања како би се со екстрактовала још давне 6050. године пре нове ере. Со добијена из ове операције можда је имала директну корелацију са брзим растом популације овог друштва убрзо након што је почела њена почетна производња. Жетва соли са површине језера Сјечи близу Јунченга у Шансију, у Кини, датира још из 6000. године пре нове ере, што га чини једним од најстаријих проверљивих солана.
Употреба соли је отклонила проблем доступности хране у зависности од годишњег доба и омогућила транспорт хране на веће удаљености. Пошто је у то вријеме со била слабо доступна постала је изузетно вриједна роба. Све до почетка 20. вијека со је била узрок многих ратова и освајања.
Трговина сољу је често била предмет опорезивања, а претпоставља се да је ово почело већ 2000 година прије нове ере у Кини. Римљани су изузетно цијенили со и дио војничких плата је исплаћиван сољу. Ријеч salarium која на латинском значи со је коријен ријечи плата у многим европским језицима (енгл. salary).
Со је била посебно скупа у средњем вијеку на западу пустиње Сахаре. У Царству Мали током 12. вијекаa со је била толико цијењена да је на пустињском југу овог царства вриједила колико и злато исте тежине.

## Хемија
Со је углавном натријум хлорид, јонско једињење са формулом NaCl, које садржи једнаке количине натријума и хлор. Морска со и свеже ископана со (највећи део чега је со из праисторијских мора) исто тако садржи мале количине микроелемената (који су у тим малим количинама генерално добри за биљно и животињско здравље). Со из рудника је обично рафинира при производњи кухињске соли; она се раствара у води, пречишћава путем преципитације других минерала из раствора, и врши се поновна евапорација. Током овог истог процеса рафинације често се спроводи јодирање. Кристали соли су делимично прозрачни и кубног облика; они нормално изгледају бело, мада им нечистоће могу дати плаву или љубичасту боју. Моларна маса соли је 58,443 g/mol, њена тачка топљења је 801 °C (1.474 °F) и њена тачка кључања је 1,465 °C (2.669 °F). Густина соли је 2,17 грама по кубном сантиметру и она се лако раствара у води. Кад је растворена у води она се раздваја на Na+ и − јоне, а растворљивост је 359 грама по литру. Из хладних раствора, со се кристализује као дихидрат . Раствори натријум хлорида имају веома различита својства од чисте воде; тачка замрзавања је −21,12 °C (−6,02 °F) за 23,31 wt% соли, а тачка кључања засићеног раствора соли је око 108,7 °C (227,7 °F).

## Подјела соли
Соли се дијеле на природне, рафинисане и јодизоване. Сваки засебан тип соли има јединствен садржај минерала што им даје јединствен укус.

### Природна со
Камена со (некада и минерална со) је со која се добија из рудника соли. Ови „рудници” су подземне локације на којима се налази наталожена со и налазе се у регионима гдје је раније било море или изузетно слано језеро. Камена со је сиве боје.
Морска со се добија из морске воде. Со се издваја из морске воде у соланама тако што се у прољеће морска вода пусти у посебно дизајниране базене. Током прољећа и љета та вода испари и на дну остаје морска со. У јесен се та со купи у процесу који се зове берба соли.
Морска со се сматра најукуснијом и најздравијом врстом соли. Јако је здрава јер је богата минералима и јодом који су неопходни људском организму.
Најукуснијом од свих соли се сматра Fleur de sel (фр. Fleur de sel). Ова со је доста скупа зато што настаје тако што се, прије бербе соли, руком скида само површински слој морске соли која се наталожила у солани. Ово је исплативо само у соланама са највишим квалитетом соли па се употреба Fleur de sel сматра изузетним луксузом. Укус ове соли је јединствен за сваки регион у којем се прави. Французи су први почели са производњом овакве соли и и данас њихов Fleur de sel држи репутацију најбоље соли на свијету.

### Рафинисана со
Рафинисана со је данас најчешће коришћена со и садржи углавном натријум-хлорид. Најчешће настаје издвајањем натријум-хлорида из камене соли која није довољно чиста да би била јестива. Током овог процеса отклони се сав нежељени садржај па је рафинисана со једна од најчистијих, али има и најмање минерала који такође бивају уклоњени током процеса. Претежно је бијеле боје.

Иако је најчешће ословљавамо са „кухињска со” ова со је чешће употребљивана и значајнија је за индустрију. Користи се у производњи и обради папира, као додатак бојама које се користе за бојење тканине и платна и у производњи сапуна и детерџената.

### Јодизована со
Јодизована со је со, најчешће рафинисана, којој је додан јод. Неки је сматрају најздравијом сољу јер садржи више јода него било која друга врста соли.

## Здравље
Натријум и хлор, основни састојци соли, су неопходни свим живим организмима. Могу се наћи у биљкама, риби и месу, али је со, због високе концентрације натријум-хлорида, најбољи извора натријума и хлора.
Со игра важну улогу у регулисању количине воде у организму.
Неумјерено уношење соли у организам је нездраво, а може довести и до повишеног крвног притиска.
Неке цивилизације као што је Јаномамо, старосједеоци Бразила и Венецуеле, не користе со у исхрани.

## Галерија
- Дјечаци на берби соли у Африци
- Базени морске воде у солани
- Брдо соли у солани
- Сателисти снимци (1989. и 2001) солана поред Мртвог мора
-Fleur de sel у кутији за продају
- Берба соли у Сенегалу
- Млин за со
- Усољавање купуса
- Базен у солани у затвореном